# 1999 YR13
1999 YR13 är en asteroid i huvudbältet som upptäcktes den 30 december 1999 av de båda kroatiska astronomerna Korado Korlević och Mario Jurić vid Višnjan-observatoriet.
Asteroiden har en diameter på ungefär 4 kilometer.